# 裸萼鳳尾蘚
裸萼鳳尾蘚（学名：Fissidens gymnogynus）为鳳尾蘚科鳳尾蘚屬下的一个种。

## 扩展阅读
- 維基物種上的相關：裸萼鳳尾蘚